# André Vaquier
André Vaquier est un bibliothécaire et historien français né le 12 septembre 1886 à Sainte-Catherine-de-Fierbois et mort le 9 septembre 1976 à Franconville.

## Biographie
Né le 12 septembre 1886 à Sainte-Catherine-de-Fierbois (Indre-et-Loire), André Vaquier fait ses études à Paris, au lycée Henri-IV puis à l’École nationale des chartes, où il obtient en 1911 le diplôme d'archiviste-paléographe.
En 1913, il est nommé à la Bibliothèque historique de la ville de Paris où il fait toute sa carrière, interrompue seulement par les deux guerres mondiales. Mobilisé en 1914, il est blessé deux fois et termine la guerre au grade de lieutenant. À nouveau mobilisé en 1939, il est fait prisonnier lors de la débâcle et n'est libéré qu'en 1941.

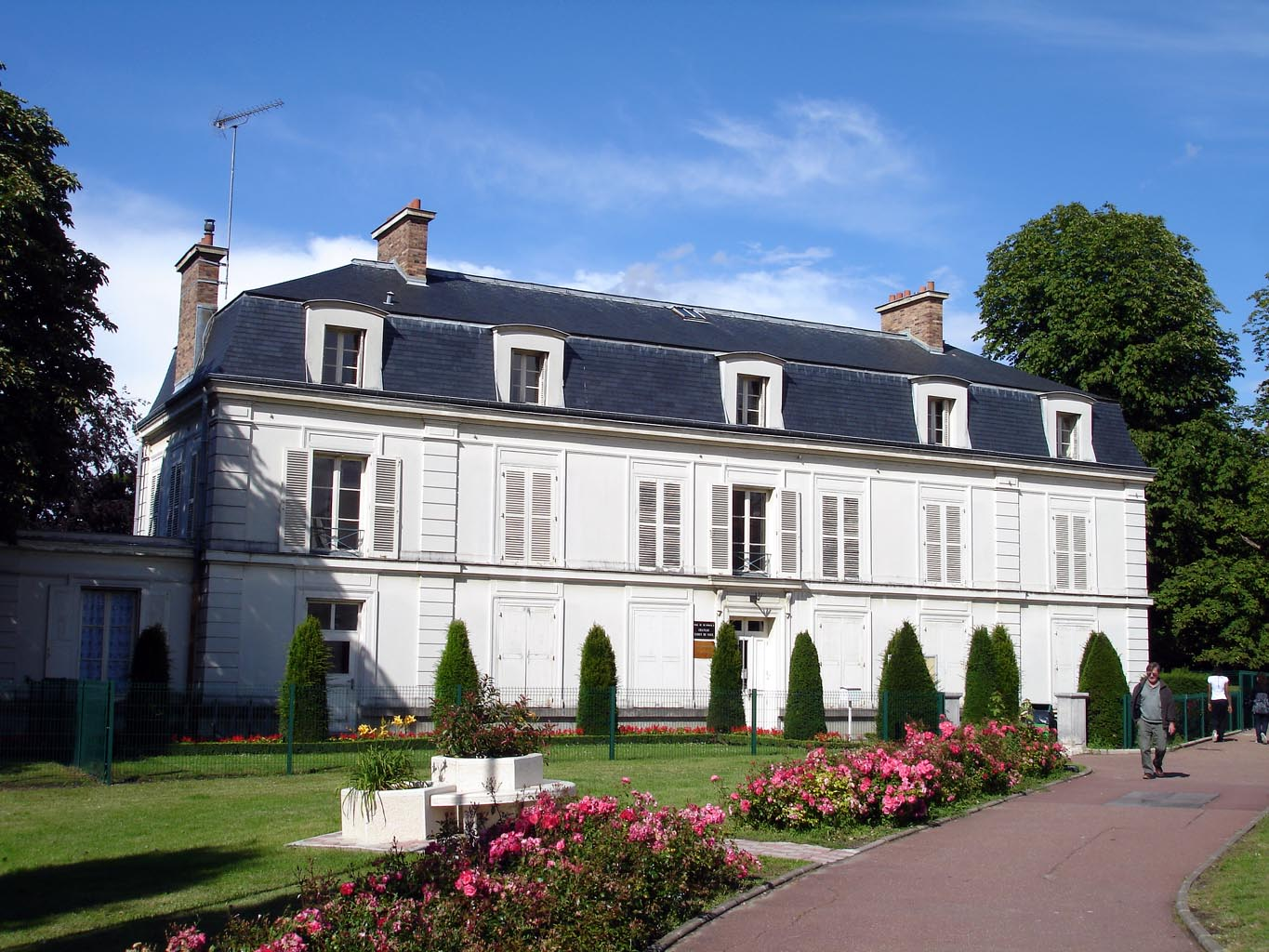
Château Cadet-de-Vaux, Franconville.

Admis à la retraite en 1946, il quitte Paris pour s’installer à Franconville dans le Val-d’Oise. Extrêmement actif, il dirige divers chantiers de fouilles et est à l’origine de la création de deux musées, l’un à Ermont (1971) et l’autre à Franconville dans le château Cadet-de-Vaux (1975). Il procède également à l’inventaire des archives municipales de ces deux villes. Enfin, il rédige de nombreuses études consacrées à l’histoire de sa ville d’adoption et des communes environnantes (Ermont, Sannois...). Nombre d'entre elles sont publiées par la Société historique et archéologique de l’arrondissement de Pontoise et du Vexin.
Trois jours avant son 90e anniversaire, André Vaquier meurt le 9 septembre 1976. Il est inhumé au cimetière de Franconville. 
Une rue de Franconville porte son nom.

## Publications
- Un philanthrope méconnu : Cadet de Vaux (1743-1828), 1957
- Les quarante-huit verres d'eau chaude de Cadet de Vaux, 1959
- Le droit pour Franconville-la-Garenne à un lit à l'hôpital d'Argenteuil, 1960
- Les deux aveugles de Franconville (1794), 1961
- La constitution civile du clergé à Franconville-la-Garenne, 1961
- Le premier registre paroissial de l'état-civil d'Ermont (1558-1577), 1962
- Notes sur des fouilles faites à l'église d'Ermont ; découverte d'une église carolingienne, 1964
- Du nom de Sannois, 1965
- Ermont, des origines à la Révolution, 1965
- La plaque funéraire de Gaspard Paul receveur de l'Hôpital général de Paris, 1970
- À propos du testament de Saint-Lambert, 1971
- L'institution Jauffret, rue Culture-Sainte-Catherine, no 29, à Paris, 1971
- Franconville en cartes postales anciennes, 1975
- Si Franconville m’était conté, 1977